# Öde am Schloßburren
Die Öde am Schloßburren ist ein vom Landratsamt Münsingen am 31. Mai 1955 durch Verordnung ausgewiesenes Landschaftsschutzgebiet auf dem Gebiet der Gemeinde Pfronstetten.

## Lage
Das nur 2 Hektar große Landschaftsschutzgebiet liegt etwa einen Kilometer östlich des Pfronstettener Ortsteils Geisingen. Es gehört zum Naturraum Mittlere Flächenalb.
Geologisch stehen Formationen des Oberen Massenkalks des Oberjura an.

## Landschaftscharakter
Das Landschaftsschutzgebiet ist zum überwiegenden Teil mit Nadelholzaufforstungen und Sukzessionswald bestockt und wird von der Landesstraße 253 durchschnitten.